# Pseudanthias charleneae
Pseudanthias charleneae är en fiskart som beskrevs av Allen och Erdmann 2008. Pseudanthias charleneae ingår i släktet Pseudanthias och familjen havsabborrfiskar. Inga underarter finns listade i Catalogue of Life.